# Levan K'ak'ubava
Levan K'ak'ubava (in georgiano ლევან კაკუბავა?; Tbilisi, 15 ottobre 1990) è un calciatore georgiano, difensore del Samt'redia.

## Carriera

### Club
Ha giocato nella prima divisione del campionato georgiano con varie squadre.

### Nazionale
Ha esordito in nazionale il 9 febbraio 2011 nell'amichevole Armenia-Georgia (1-2).

## Palmarès

### Club

#### Competizioni nazionali
- Supercoppa di Georgia: 2

Dinamo Tbilisi: 2008
Saburtalo Tbilisi: 2020
- Campionato georgiano: 1

Dinamo Tbilisi: 2012-2013
- Coppa di Georgia: 4

Dinamo Tbilisi: 2012-2013
Chikhura Sachkhere: 2017
Saburtalo Tbilisi: 2019, 2021